# Ângela de Liechtenstein
Ângela de Liechtenstein (nascida Angela Gisela Brown; Bocas del Toro, 3 de fevereiro de 1958) é a esposa do príncipe Maximiliano de Liechtenstein e, como sua consorte, Princesa de Liechtenstein.

## Família e carreira
Ângela Brown nasceu a 3 de fevereiro de 1958, em Bocas del Toro, Panamá. É filha de Javier Francisco Brown e de sua esposa, Silvia Maritza Burke.
Depois de terminar seu ensino secundário em Nova Iorque, Ângela estudou moda na Parsons School for Design, onde recebeu o prêmio Oscar de la Renta. Foi estilista durante três anos e tinha sua própria marca, denominada "A. Brown", tendo montado uma empresa com sócios em Hong Kong. A princesa trabalhou para Adrienne Vittadini até setembro de 1999.

## Casamento e filho
Em 29 de janeiro de 2000, às 11h da manhã, em Nova Iorque, Ângela casou-se com o príncipe Maximiliano de Liechtenstein, o segundo filho de João Adão II, príncipe soberano de Liechtenstein. O casal havia se conhecido poucos anos antes.
Ângela usou um vestido criado por ela mesma na cerimônia e usou uma tiara de diamantes que a princesa Tatiana, sua cunhada, usou no dia de seu casamento, em 5 de junho de 1999.
O casal tem um filho:
- Alfonso Constantino Maria, nascido em 18 de maio de 2001, em Londres.

A família reside em Hamburgo, na Alemanha.
Ângela é a primeira pessoa de origem africana que se tornou parte de uma família real que atualmente reina na Europa.

## Títulos e estilos
- 29 de janeiro de 2000 - presente: "Sua Alteza Sereníssima, princesa Ângela de Liechtenstein"[1]